# Massacre de la Presó d'Attica
La massacre de la Presó d'Àttica va començar el 9 de setembre de 1971 amb un motí i va acabar el 13 de setembre amb el nombre més alt de víctimes mortals en la història de les presons dels Estats Units d'Amèrica. Dels 43 homes que van morir, 33 reclusos i 10 carcellers, tots menys un guàrdia i tres reclusos van ser assassinats per trets de les forces de seguretat quan les autoritats van voler recuperar el control de la presó l'últim dia de l'alçament. La rebel·lió d'Attica és considerada un esdeveniment històric en el moviment pels drets civils del país.
Els presos es van revoltar per a vindicar millors condicions de vida i drets polítics, al·legant que eren tractats com a bèsties. El 9 de setembre de 1971, 1.281 dels aproximadament 2.200 homes empresonats al Centre Correccional d'Attica es van amotinar i van prendre el control de la presó, agafant com a ostatges 42 funcionaris. Durant els quatre dies següents de negociacions, les autoritats van acceptar 28 de les demandes dels presoners però no van acceptar la destitució del director d'Attica ni l'amnistia dels presos per l'aixecament.
Per ordre del governador Nelson Rockefeller, després de consultar-ho amb el llavors president Richard Nixon, guàrdies armats i la policia estatal i local van ser enviats per a recuperar el control de la presó. Rockefeller s'havia negat a desplaçar-se fins a la presó o reunir-se amb els presoners i, després de les morts, va declarar que els presos «van dur a terme els assassinats a sang freda i havien amenaçat des del primer moment». Els metges forenses van confirmar que totes les morts, excepte la d'un oficial i tres reclusos, van ser causades per trets de les forces de seguretat. Fred Ferretti va afirmar a The New York Times que la rebel·lió va concloure en «morts massives que quatre dies de negociacions tenses havien intentat evitar».
Com a resultat de la revolta, el departament de presons de l'estat de Nova York va fer canvis per a satisfer algunes de les demandes dels presos, reduir la tensió al sistema penitenciari i prevenir incidents similars en el futur. Tot i que hi va haver millores en les condicions de vida a la presó els anys immediatament posteriors a l'aixecament, moltes d'aquestes millores es van revertir als anys 1980 i 1990.
L'aixecament es va produir en un context de discriminació racial sistèmica a finals del segle xx. L'historiador Howard Zinn va escriure sobre les condicions a la Presó d'Attica abans de la revolta:
| « | Els presoners passaven de 14 a 16 hores al dia confinats a les seves cel·les, el correu era intervingut, les lectures restringides, les visites familiars es feien a través d'una pantalla, l'atenció mèdica era vergonyosa i el sistema de llibertat condicional era desigual. El racisme era a tot arreu. | » |